# L'éléphant Célèbes
L'éléphant Célèbes, o Elefante Celebes, Elefante di Celebes e Celebes, è un dipinto (125 × 108 cm, olio su tela) del pittore Max Ernst, realizzato nel 1921 e situato nella Tate Modern di Londra.
Oltre ad essere stata un'opera che fece da ponte fra lo stile dadaista e quello surreale di Ernst, Celebes è uno dei suoi primi dipinti a sfruttare la tecnica del "collage pittorico", che simula l'accostamento di numerosi frammenti cartacei fra loro.

## Descrizione
Nell'opera è raffigurata un'imponente e grottesca creatura tondeggiante con due gambe massicce e una lunga protuberanza che collega il suo corpo alla piccola testa. Sulla sua "cima" è presente un motivo bizzarro che è forse impossibile da associare a qualcosa di esistente. Alla destra del mostro sono visibili un nudo femminile senza testa con il braccio destro sollevato e, dietro di lei, una struttura verticale composta di motivi geometrici. Sebbene vi siano delle nuvole sulla parte superiore del dipinto, la presenza di due pesci in alto a sinistra fa supporre che sia ambientato in un fondale marino.
Dominata da colori tendenti al grigio ed al bianco, L'éléphant Célèbes contrappone elementi scuri, quali la pelle del mostro e il colore bluastro della struttura verticale alla sua sinistra, a quelli chiari, quali la parte inferiore dello sfondo e il nudo femminile.

## Ispirazione
L'éléphant Célèbes è il risultato di un "assemblamento fatto con il subconscio" di diverse immagini che Ernst vide in alcuni testi illustrati, quali cataloghi e giornali scientifici. Ciò e dimostrato, ad esempio, dall'aspetto del mostro, che riprende quello di un vaso africano per il grano apparso in una rivista. Secondo Ernst, Lo stile "collagistico" servirebbe, infatti, a generare un effetto allucinatorio. 
L'opera risente l'influenza della pittura metafisica di de Chirico dell'arte esotica e di quella primitiva, come mette in evidenza il volto della creatura somigliante ad una maschera africana.  
La figura a torre sembra ripresa dall'opera The Hat Makes the Man dello stesso Ernst, mentre il titolo è ispirato ad un poemetto infantile e derisorio che ha come protagonista un elefante.

## Significati dell'opera
I significati dell'opera sono numerosi e oscuri. Alcuni critici d'arte ritengono che l'"aspetto meccanico" della creatura sia finalizzato a criticare i conflitti europei avvenuti nel passato e l'eccessivo nazionalismo dominante in quei periodi. La protuberanza del mostro, così come la struttura verticale alla sua destra, sono invece probabili simboli fallici. 
Secondo alcuni, la figura femminile allude al mito del rapimento di Europa da parte di Zeus trasformatosi in toro, come sembra confermare la testa cornuta del mostro.

Il soggetto principale dell'opera è stato definito: